# Cassi Thomson
Cassi Nicole Thomson (14 de agosto de 1993) es una cantante y actriz estadounidense nacida en Australia. Es conocida por interpretar el personaje de Cara Lynn Walker en la serie de televisión Big Love y por el personaje de Nikki Papagus en la serie Cambiadas al nacer. También ha aparecido en varias series de televisión, tales como Sin rastro, ER, House M. D., y CSI: Miami.

## Vida y carrera
Thomson nació en Queensland, Australia. Vivió en un rancho en Vanuatu hasta los 5 años, después de lo cual su familia se mudó a New Haven, Misuri, en los Estados Unidos de América. Ella actualmente reside en Los Ángeles, California.
Thomson actualmente trabaja en la industria de la música donde es una cantautora. Actualmente está trabajando en su álbum debut con el productor Hannah Montana e High School Musical, Andrew Lane. Lanzó su primer vídeo musical en 2008, presetando su single "Caught Up In You", coprotagonizado por Taylor Lautner.
Además de su carrera de cantante, Thomson también hace cine y televisión. Interpretó papeles recurrentes en las series de televisión Big Love y Cambiadas al nacer. Coprotagonizó la película de bajo presupuesto Cop Dog cuando tenía 15 años de edad, en 2008. Protagonizó el reboot de 2014 de la película Left Behind, con Nicolas Cage y Chad Michael Murray. La película recibió mayoritariamente críticas negativas.

## Filmografía
| Año     | Título                             | Papel           | Notas                              |
| ------- | ---------------------------------- | --------------- | ---------------------------------- |
| 2006    | Sin rastro                         | Sarah Jameson   | Episodio: "The Road Home"          |
| 2006    | House M. D.                        | Kama Walters    | Episodio: "Whac-A-Mole"            |
| 2006    | ER                                 | Lulu Davis      | Episodio: "Scoop and Run"          |
| 2008    | Cop Dog                            | Deb Rogers      |                                    |
| 2008    | Our First Christmas                | Tory            | Película para TV                   |
| 2009    | Hawthorne                          | Amy Johnson     | Episodio: "The Sense of Belonging" |
| 2009–11 | Big Love                           | Cara Lynn       | Recurrente (20 episodios)          |
| 2010    | CSI: Crime Scene Investigation     | Katy            | Episodio: "Field Mice"             |
| 2011    | Margene's Blog                     | Cara Lynn       | Episodio: "Crush Story"            |
| 2011    | CSI: Miami                         | Kaylee Anderson | Episodio: "Mayday"                 |
| 2011    | Rock the House                     | Karen Petersen  | Película para TV                   |
| 2012    | Teenage Bank Heist                 | Abbie           | Película para TV                   |
| 2012–14 | Cambiadas al nacer                 | Nikki Papagus   | Recurrente                         |
| 2014    | 1000 to 1: The Cory Weissman Story | Ally            | Directo-a-vídeo                    |
| 2013    | Grave Halloween                    | Amber           | Película para TV SyFy              |
| 2014    | Left Behind                        | Chloe Steele    |                                    |
| 2015    | Minority Report                    | Barmaid         | temporada 1 episodio 7             |
| 2016    | Hawaii Five-0                      | Addison Wells   | Episodio: "I’ike Ke Ao"            |
| 2016    | A Sunday Horse                     | Elysse Dumar    |                                    |
| 2018    | NCIS                               | Angie Grey      | Episodio: "Tailing Angie"          |
| 2019    | Gloria Bell                        | Virginia        |                                    |
| 2019    | Lucifer                            | Beth Murphy     | Episodio: "Save Lucifer"           |